# 스티븐 던

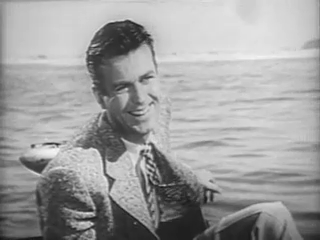

스티븐 던(Stephen Dunne, 1918년 1월 13일 ~ 1977년 9월 2일)은 미국의 배우, 디스크 자키이다.
노샘프턴에서 태어났으며 로스앤젤레스에서 사망하였다. 사인은 심근 경색이다.

## 출연 작품

### 영화
- 돌 페이스 (1946)
- 마더 워 타이츠 (1947)
- 1만개의 침실들 (1957)
- 황혼에 돌아오라 (1958)
- Suddenly Single (1971)
- 초콜릿 천국 (1971)
- Superdad (1973)

### 텔레비전
- 배트맨 (1966) - 팀 테일러 역
- 개구쟁이 6남매 (1971-73)